# Pachybrachis puncticollis
Pachybrachis puncticollis är en skalbaggsart som beskrevs av Bowditch 1909. Pachybrachis puncticollis ingår i släktet Pachybrachis och familjen bladbaggar. Inga underarter finns listade i Catalogue of Life.